# Dekanat gnieźnieński II
Dekanat gnieźnieński II składa się z 8 parafii. Jest jednym z 30 dekanatów archidiecezji gnieźnieńskiej. Dekanat powstał w styczniu 1992 r. w wyniku podziału dekanatu gnieźnieńskiego.

## Parafie
| Lp | Parafia                                             | Data powstania   | Proboszcz               | Adres                                                    | Zdjęcie |
| -- | --------------------------------------------------- | ---------------- | ----------------------- | -------------------------------------------------------- | ------- |
| 1  | Gniezno bł. Bogumiła                                | 15 września 1980 | ks. Krzysztof Walkowski | ul. Cicha 3 62‑200 Gniezno                               |         |
| 2  | Gniezno bł. Jolenty                                 | 1 lipca 1981     | ks. Sławomir Rachwalski | ul. Wierzbiczany 10 62‑200 Gniezno                       |         |
| 3  | Gniezno św. Michała Archanioła                      | przed 1316       | ks. Krzysztof Woźniak   | ul. św. Michała 2-4 62‑200 Gniezno                       |         |
| 4  | Gniezno św. Maksymiliana Marii Kolbego              | 27 czerwca 1989  | ks. Waldemar Kobyliński | ul. Kwiatowa 7 62‑200 Gniezno                            |         |
| 5  | Gniezno bł. Radzyma Gaudentego                      | 12 maja 1981     | ks. Andrzej Szczęsny    | Plac im. ks. kan. Zbigniewa Kapturczaka 1 62‑200 Gniezno |         |
| 6  | Jankowo Dolne św. Apostołów Szymona i Judy Tadeusza | 1988             | ks. Sebastian Huebner   | Strzyżewo Kościelne 5 62‑200 Gniezno                     |         |
| 7  | Modliszewko św. Jakuba                              | 1 poł. XIV w.    | ks. Andrzej Januchowski | Modliszewko 28 62‑200 Gniezno                            |         |
| 8  | Strzyżewo Kościelne Zwiastowania NMP                | XV w.            | ks. Sebastian Huebner   | Strzyżewo Kościelne 5 62‑200 Gniezno                     |         |